# Saison 7 de The Voice : La Plus Belle Voix
La septième saison de The Voice : La Plus Belle Voix, émission française de télé-crochet musical, a été diffusée du 27 janvier au 12 mai 2018 sur TF1. Elle a été animée par Nikos Aliagas et Karine Ferri. Le vainqueur en a été Maëlle Pistoia avec 55,3 % des voix.

## Nouveautés
Lors de cette saison, les étapes des battles et de l'épreuve ultime sont remplacés par l'audition finale et les duels.
L'audition finale voit se succéder sur scène trois talents d'un même coach, parmi ces talents le coach n'en gardera qu'un seul et pourra récupérer au maximum deux talents d'un autre coach ayant perdu cette épreuve,,.
Les duels ont un principe similaire aux battles, les talents de chaque coach s'affrontent deux par deux et le coach sauve l'un d'entre eux. Les coachs concurrents ne peuvent pas voler de talents lors de cette épreuve.

## Coachs et candidats
Florent Pagny, Zazie, Mika et Pascal Obispo sont les quatre coachs de l'émission. Pascal Obispo fait son arrivée dans l'émission en tant que remplaçant de Matt Pokora. Ils sont secondés par des coachs vocaux qui accompagnent les talents pendant la durée de la compétition : Angie Berthias-Cazaux pour l'équipe de Florent Pagny, Nathalie Dupuy pour l'équipe de Zazie, Marlène Schaff pour l'équipe de Mika et Damien Silvert pour l'équipe de Pascal Obispo.

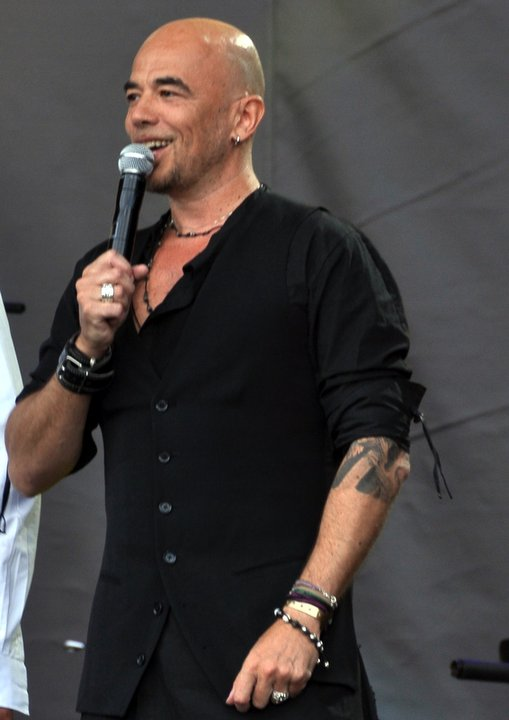
Pascal Obispo
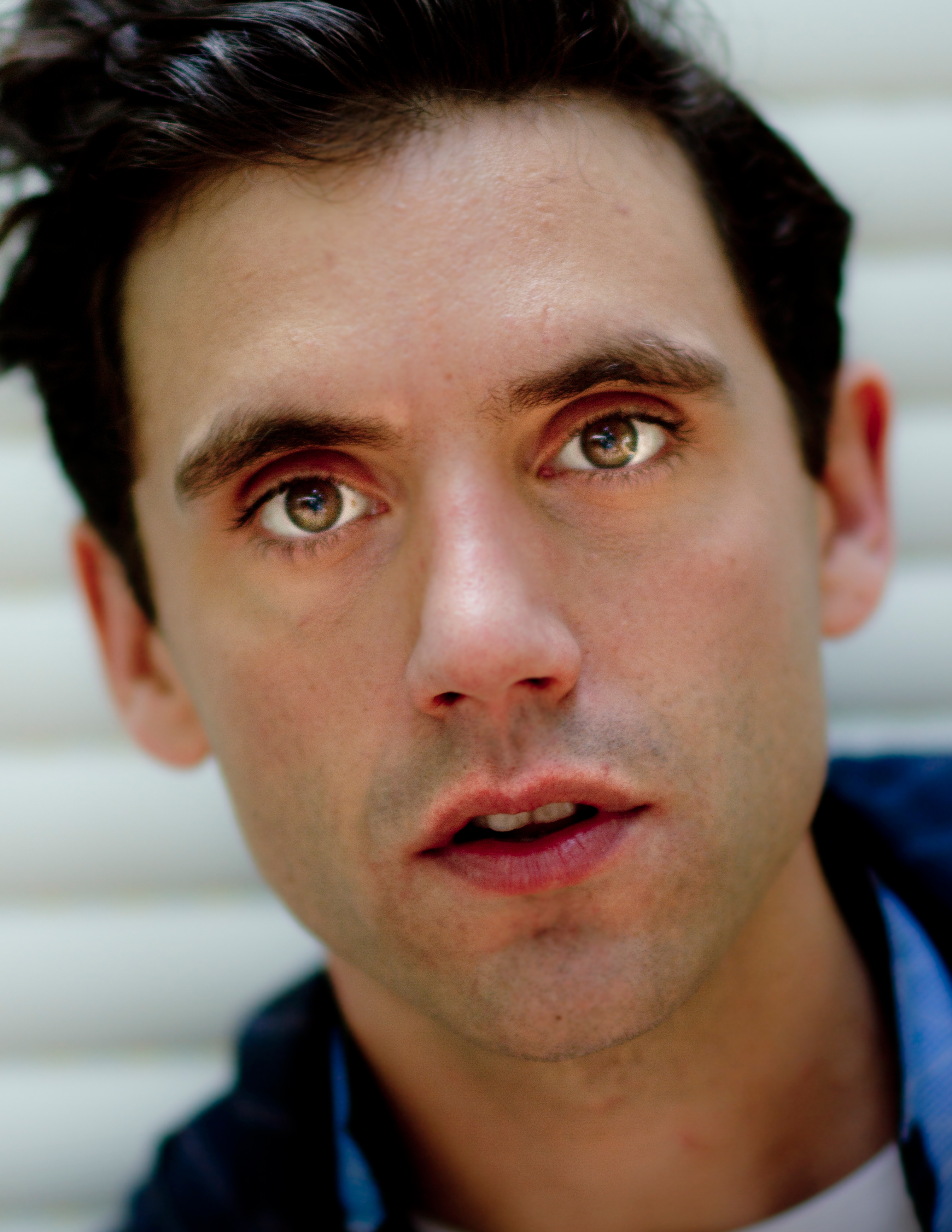
Mika
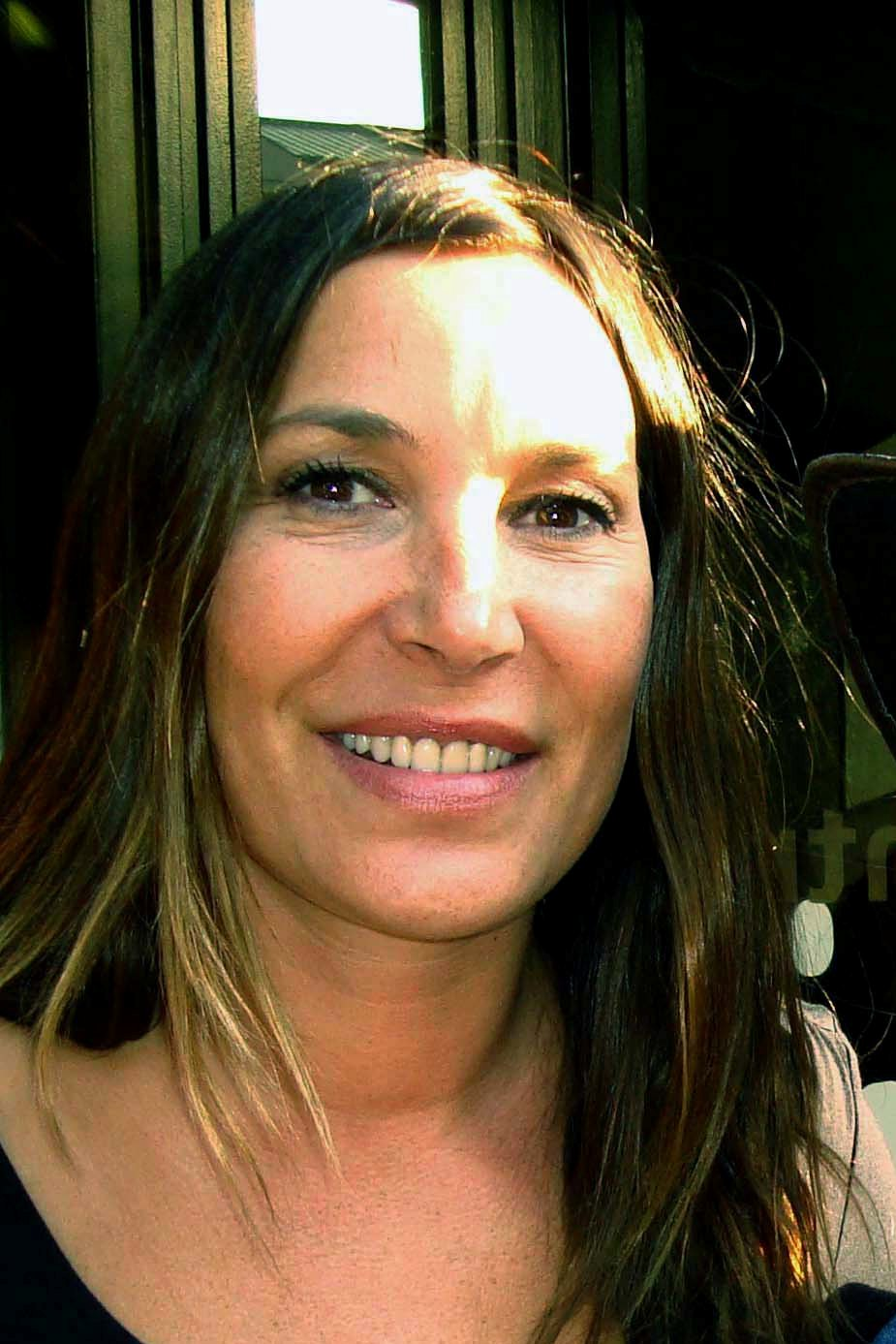
Zazie
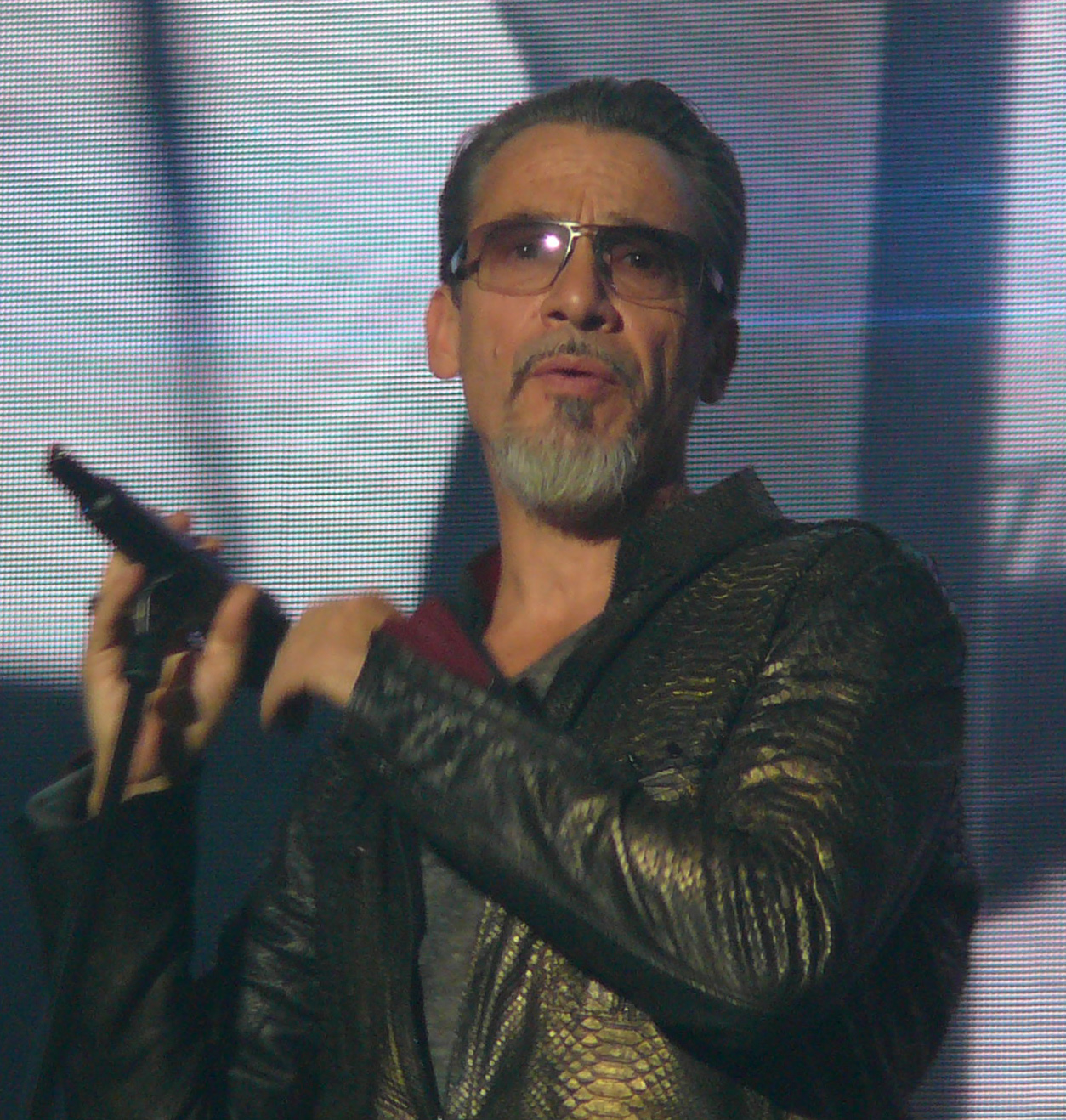
Florent Pagny

- Vainqueur
- Deuxième
- Troisième
- Quatrième
- Volé(e) aux auditions finales
- Abandon

| Étapes                         | #  | Florent Pagny  | Zazie            | Mika              | Pascal Obispo    |
| ------------------------------ | -- | -------------- | ---------------- | ----------------- | ---------------- |
| Finalistes                     | 1  | Raffi Arto     | Maëlle Pistoia   | Casanova          | Xam Hurricane    |
| Éliminés aux directs           | 2  | Yasmine Ammari | B. Demi-Mondaine | Frédéric Longbois | Ecco             |
| Éliminés aux directs           | 3  | Hobbs          | Edouard Edouard  | Guillaume         | Betty Patural    |
| Éliminés aux directs           | 4  | Gabriel        | Liv Del Estal    | Sherley Parédès   | Kriill           |
| Éliminés aux duels             | 5  | Norig          | Yvette           | Queen Clairie     | JAT              |
| Éliminés aux duels             | 6  | Lorrah Cortèsi | Karolyn          | Mennel Ibtissem   | Abel Marta       |
| Éliminés aux duels             | 7  | Aurélien       | Gulaan           | Capucine          | Kelly Grondin    |
| Éliminés aux duels             | 8  | Isadora        | Luna Gritt       | Ubare             | Florent Marchand |
| Éliminés aux auditions finales | 9  | Karolyn        | Norig            | Kriill            | Yvette           |
| Éliminés aux auditions finales | 10 | Abel Marta     | Casanova         | Djénéva           | Queen Clairie    |
| Éliminés aux auditions finales | 11 | Joss Bary      | Aurélien         | Tiphaine SG       | Milena           |
| Éliminés aux auditions finales | 12 | Angelo         | Gabriel Laurent  | Jody Jody         | Solia            |
| Éliminés aux auditions finales | 13 | Julianna       | Petit Green      | Alhan             | Ritchy           |
| Éliminés aux auditions finales | 14 | Cécyle         | Aliénor          | Lilya             | Jorge Sabelico   |
| Éliminés aux auditions finales | 15 | Alice Nguyen   | Ryan Kennedy     | Laura             | Éric Jetner      |
| Éliminés aux auditions finales | 16 | Thana-Marie    | Chloé            | Dréa Dury         | Zine Yaala       |
| Éliminés aux auditions finales | 17 | Meryem         | Leho             | Nicolay Sanson    | Billy Boguard    |
| Éliminés aux auditions finales | 18 | Abdel          | Anto             | Assia             | Mélody           |
| Éliminés aux auditions finales | 19 | Morgane        | Luca             | Simon Morin       | Francè           |
| Éliminés aux auditions finales | 20 | Rénata         | Alliel           | Matthias Piaux    | Rébecca          |

## Déroulement de la saison

### Étapes de la saison 7
- Voici toutes les étapes de la saison 7 :

### Auditions à l'aveugle
Le principe est, pour les quatre coachs, de choisir les meilleurs candidats présélectionnés par la production. Un casting sauvage a préalablement été organisé à la recherche de candidats venus de la comédie musicale plutôt que de la télévision. Lors des prestations de chaque candidat, chaque juré et futur coach est assis dans un fauteuil, dos à la scène et face au public, et écoute la voix du candidat sans le voir (d'où le terme « auditions à l'aveugle ») : lorsqu'il estime qu'il est en présence d'un candidat, le juré appuie sur un buzzer devant lui, qui fait alors se retourner son fauteuil face au candidat. Cela signifie que le juré, qui découvre enfin physiquement le candidat, est prêt à coacher le candidat et le veut dans son équipe. Si le juré est seul à s'être retourné à la fin de la prestation, alors le candidat va par défaut dans son équipe. Par contre, si plusieurs jurés se retournent, c'est au candidat de choisir quel coach il veut rejoindre.
Les auditions à l'aveugle ont été tournées à partir de la mi-novembre 2017. Depuis la saison précédente, si un candidat ne fait se retourner aucun des coachs, les fauteuils de ces derniers restent dos à la scène et le talent repart sans aucune explication des 4 coachs.
| Florent Pagny  | Zazie            | Mika              | Pascal Obispo    |
| -------------- | ---------------- | ----------------- | ---------------- |
| Rénata         | Edouard Edouard  | Dréa Dury         | Solia            |
| Cécyle         | Aurélien         | Kriill            | Ecco             |
| Hobbs          | Gulaan           | Frédéric Longbois | Rébecca          |
| Abel Marta     | Luca             | Laura             | JAT              |
| Raffi Arto     | Alliel           | Mennel Ibtissem   | Jorge Sabelico   |
| Karolyn        | B. Demi-Mondaine | Sherley Paredes   | Kelly            |
| Abdel          | Liv Del Estal    | Tiphaine SG       | Queen Clairie    |
| Gabriel        | Luna Gritt       | Lilya             | Mélody           |
| Alice Nguyen   | Casanova         | Simon Morin       | Ritchy           |
| Thana-Marie    | Ryan Kennedy     | Guillaume         | Milena           |
| Julianna       | Anto             | Nicolay Sanson    | Zine Yaala       |
| Angelo         | Maëlle Pistoia   | Ubaré             | Xam Hurricane    |
| Joss Bari      | Chloé            | Alhan             | Betty Patural    |
| Yasmine Ammari | Aliénor          | Jody Jody         | Billy Boguard    |
| Isadora        | Petit Green      | Matthias Piaux    | Francè           |
| Lorrah Cortesi | Norig            | Djeneva           | Éric Jetner      |
| Morgane        | Gabriel Laurent  | Assia             | Florent Marchand |
| Meryem         | Leho             | Capucine          | Yvette           |

#### Épisode 1
Le premier épisode est diffusé le 27 janvier 2018 à 21 h.
Les coachs interprètent Chanter de Florent Pagny pour l'ouverture des auditions à l'aveugle.
| Légende | ✔️Le coach a buzzé (« Je vous veux ») | Le candidat est dans l'équipe du coach qui l'a buzzé (s'il est le seul à avoir buzzé) | Le candidat rejoint l’équipe du coach (dans le cas où ils sont plusieurs à avoir buzzé) | Le candidat est éliminé |

| Ordre | Candidat                          | Âge      | Localisation                 | Chanson                                                            | Choix des coachs et des candidats | Choix des coachs et des candidats | Choix des coachs et des candidats | Choix des coachs et des candidats |
| Ordre | Candidat                          | Âge      | Localisation                 | Chanson                                                            | Florent                           | Zazie                             | Mika                              | Pascal                            |
| ----- | --------------------------------- | -------- | ---------------------------- | ------------------------------------------------------------------ | --------------------------------- | --------------------------------- | --------------------------------- | --------------------------------- |
| 1     | Solia (Julie Obré)                | 29       | Paris                        | Bon Appétit - Katy Perry                                           | ✔️                                | —                                 | —                                 | ✔️                                |
| 2     | Ecco (Jade Rema)                  | 16       | Besançon (Doubs)             | Life on Mars? - David Bowie                                        | ✔️                                | ✔️                                | ✔️                                | ✔️                                |
| 3     | J-Way                             | 33       | Roubaix (Nord)               | Say You'll Be There - Spice Girls                                  | —                                 | —                                 | —                                 | —                                 |
| 4     | Dréa Dury (Andrea Dury)           | 22       | Bruxelles (Belgique)         | Rude Boy - Rihanna                                                 | ✔️                                | —                                 | ✔️                                | ✔️                                |
| 5     | Edouard Edouard                   | 28       | Marseille (Bouches-du-Rhône) | Si tu m'aimes encore - Nino Ferrer                                 | ✔️                                | ✔️                                | ✔️                                | ✔️                                |
| 6     | Solen Shawen (Solène Le Pierres)  | 28       | Paris                        | Feels - Calvin Harris feat Pharrell Williams, Katy Perry, Big Sean | —                                 | —                                 | —                                 | —                                 |
| 7     | Rébecca                           | 19       | Nice (Alpes-Maritimes)       | Lucie - Pascal Obispo                                              | ✔️                                | ✔️                                | ✔️                                | ✔️                                |
| 8     | Kriill (Klaar et Richard)         | 24 et 28 | Paris                        | Stayin' Alive - Bee Gees                                           | —                                 | ✔️                                | ✔️                                | ✔️                                |
| 9     | Aurélien                          | 23       | Thyez (Haute-Savoie)         | Natural Blues - Moby                                               | —                                 | ✔️                                | ✔️                                | —                                 |
| 10    | Gulaan                            | 45       | Nouvelle-Calédonie           | Nodei Perofeta - Chant traditionnel mélanésien                     | ✔️                                | ✔️                                | ✔️                                | ✔️                                |
| 11    | Father to Son (Charles et Franck) | 19 et 53 | Saint-Malo (Ille-et-Vilaine) | Ton héritage - Benjamin Biolay                                     | —                                 | —                                 | —                                 | —                                 |
| 12    | Rénata                            | 24       | Montauban (Tarn-et-Garonne)  | Tough Lover - Etta James                                           | ✔️                                | —                                 | ✔️                                | —                                 |
| 13    | Cécyle                            | 21       | Cannes (Alpes-Maritimes)     | What About Us - Pink                                               | ✔️                                | —                                 | —                                 | —                                 |

Solen Shawen a participé à la huitième saison de Star Academy.
Cécyle est la fille de Patrizia Grillo qui s'était présenté lors de la saison 6 et n'avait convaincu aucun coach.
Drea Dury s'était présentée à saison 4 de The Voice Belgique mais aucun coach ne s'était retourné sur sa voix.
Solia (Julie) a participé à la Saison 9 de Nouvelle Star.

#### Épisode 2
Le deuxième épisode est diffusé le 3 février 2018 à 21 h.
| Ordre | Candidat                         | Âge          | Localisation                     | Chanson                                                            | Choix des coachs et des candidats | Choix des coachs et des candidats | Choix des coachs et des candidats | Choix des coachs et des candidats |
| Ordre | Candidat                         | Âge          | Localisation                     | Chanson                                                            | Florent                           | Zazie                             | Mika                              | Pascal                            |
| ----- | -------------------------------- | ------------ | -------------------------------- | ------------------------------------------------------------------ | --------------------------------- | --------------------------------- | --------------------------------- | --------------------------------- |
| 1     | JAT (Sarah, Ayelya et Annabelle) | 26, 27 et 28 | Paris                            | La Boulette - Diam's                                               | ✔️                                | —                                 | ✔️                                | ✔️                                |
| 2     | Jorge Sabelico                   | 30           | Barcelone (Espagne)              | Personal Jesus - Depeche Mode                                      | —                                 | —                                 | —                                 | ✔️                                |
| 3     | Hobbs                            | 21           | Nanterre (Hauts-de-Seine)        | Les Paradis perdus - Christophe (version Christine and the Queens) | ✔️                                | ✔️                                | ✔️                                | ✔️                                |
| 4     | Winael                           | 19           | Baie-Mahault (Guadeloupe)        | Addicted to You - Avicii                                           | —                                 | —                                 | —                                 | —                                 |
| 5     | Frédéric Longbois                | 54           | Saint-Maurice (Val-de-Marne)     | Bécassine - Chantal Goya                                           | —                                 | —                                 | ✔️                                | —                                 |
| 6     | Laura                            | 21           | Aix-les-Bains (Savoie)           | Ready or Not - Fugees                                              | ✔️                                | —                                 | ✔️                                | —                                 |
| 7     | Luca                             | 20           | Paris                            | That's All Right (Mama) - Elvis Presley                            | —                                 | ✔️                                | ✔️                                | —                                 |
| 8     | Carlton                          | 23           | Kaala-Gomen (Nouvelle-Calédonie) | This Girl - Kungs feat. Cookin' on 3 Burners                       | —                                 | —                                 | —                                 | —                                 |
| 9     | Mennel Ibtissem                  | 22           | Besançon (Doubs)                 | Hallelujah - Leonard Cohen                                         | ✔️                                | ✔️                                | ✔️                                | ✔️                                |
| 10    | Kelly                            | 23           | Ambarès-et-Lagrave (Gironde)     | Zombie - The Cranberries                                           | —                                 | —                                 | —                                 | ✔️                                |
| 11    | Keyla                            | 31           | Paris                            | Caroline - MC Solaar                                               | —                                 | —                                 | —                                 | —                                 |
| 12    | Queen Clairie (Claire)           | 28           | Londres (Royaume-Uni)            | Toxic - Britney Spears                                             | ✔️                                | —                                 | —                                 | ✔️                                |
| 13    | Alliel                           | 27           | Villeurbanne (Rhône)             | Je m'en vais - Vianney                                             | —                                 | ✔️                                | —                                 | —                                 |
| 14    | Abel Marta                       | 27           | Tivernon (Loiret)                | Chan Chan - Compay Segundo                                         | ✔️                                | ✔️                                | ✔️                                | —                                 |

Ayelya a également participé à la saison 3 de The Voice : La Plus Belle Voix sur TF1. Elle a fait partie de l'équipe de Jenifer, mais a été éliminée lors des battles.
Annabelle a également participé à la saison 4 de The Voice : La Plus Belle Voix, mais aucun coach ne s'était retourné sur sa voix. Elle a également participé à la Nouvelle Star en 2010.

#### Épisode 3
Le troisième épisode est diffusé le 10 février 2018 à 21 h.
| Ordre | Candidat                            | Âge | Localisation                        | Chanson                                                              | Choix des coachs et des candidats | Choix des coachs et des candidats | Choix des coachs et des candidats | Choix des coachs et des candidats |
| Ordre | Candidat                            | Âge | Localisation                        | Chanson                                                              | Florent                           | Zazie                             | Mika                              | Pascal                            |
| ----- | ----------------------------------- | --- | ----------------------------------- | -------------------------------------------------------------------- | --------------------------------- | --------------------------------- | --------------------------------- | --------------------------------- |
| 1     | Mélody                              | 25  | Paris                               | Should I Stay or Should I Go - The Clash                             | —                                 | —                                 | ✔️                                | ✔️                                |
| 2     | Sherley Paredes                     | 19  | Limoges (Haute-Vienne)              | Comme un boomerang - Serge Gainsbourg                                | ✔️                                | ✔️                                | ✔️                                | ✔️                                |
| 3     | Timothée                            | 25  | Houssay (Mayenne)                   | Way Down We Go - Kaleo                                               | —                                 | —                                 | —                                 | —                                 |
| 4     | Raffi Arto                          | 16  | Saint-Martin-du-Tertre (Val-d'Oise) | Proud Mary - Creedence Clearwater Revival                            | ✔️                                | —                                 | ✔️                                | ✔️                                |
| 5     | Tiphaine SG                         | 21  | Paris                               | I Don't Wanna Live Forever - Zayn Malik & Taylor Swift               | —                                 | —                                 | ✔️                                | —                                 |
| 6     | Karolyn                             | 31  | Lausanne (Suisse)                   | Wild Thoughts - DJ Khaled feat. Rihanna & Bryson Tiller              | ✔️                                | ✔️                                | —                                 | —                                 |
| 7     | Ritchy                              | 33  | Wallis-et-Futuna                    | Baby Can I Hold You - Tracy Chapman                                  | —                                 | ✔️                                | —                                 | ✔️                                |
| 8     | Selia                               | 28  | Strasbourg (Bas-Rhin)               | L'Histoire de la vie - Debbie Davis (Bande originale de Le Roi lion) | —                                 | —                                 | —                                 | —                                 |
| 9     | B. Demi-Mondaine (Béatrice Montini) | 39  | Montreuil (Seine-Saint-Denis)       | Baby Did a Bad Bad Thing - Chris Isaak                               | ✔️                                | ✔️                                | ✔️                                | ✔️                                |
| 10    | Léonard                             | 36  | Bourges (Cher)                      | L'Amour en solitaire - Juliette Armanet                              | —                                 | —                                 | —                                 | —                                 |
| 11    | Abdel                               | 21  | Paris                               | Kissing You - Des'ree                                                | ✔️                                | —                                 | ✔️                                | —                                 |
| 12    | Äko                                 | 37  | Saint-Denis (Seine-Saint-Denis)     | Rapper's Delight - The Sugarhill Gang                                | —                                 | —                                 | —                                 | —                                 |
| 13    | Lilya                               | 17  | Rabat (Maroc)                       | Les Feuilles mortes - Yves Montand                                   | ✔️                                | —                                 | ✔️                                | —                                 |

Raffi Arto a participé à la septième saison de La France a un incroyable talent. Il a terminé à la troisième place du concours.

#### Épisode 4
Le quatrième épisode est diffusé le 17 février 2018 à 21 h.
| Ordre | Candidat                                    | Âge          | Localisation                 | Chanson                               | Choix des coachs et des candidats | Choix des coachs et des candidats | Choix des coachs et des candidats | Choix des coachs et des candidats |
| Ordre | Candidat                                    | Âge          | Localisation                 | Chanson                               | Florent                           | Zazie                             | Mika                              | Pascal                            |
| ----- | ------------------------------------------- | ------------ | ---------------------------- | ------------------------------------- | --------------------------------- | --------------------------------- | --------------------------------- | --------------------------------- |
| 1     | Liv Del Estal                               | 21           | Paris                        | Padam, padam... - Édith Piaf          | ✔️                                | ✔️                                | ✔️                                | ✔️                                |
| 2     | Simon Morin                                 | 28           | Montréal (Canada)            | Skin - Rag'n'Bone Man                 | ✔️                                | —                                 | ✔️                                | —                                 |
| 3     | Meltweens (Mélissa, Adélaïde et Emmanuella) | 25, 22 et 22 | Rouen (Seine-Maritime)       | Hey Ya! - OutKast                     | —                                 | —                                 | —                                 | —                                 |
| 4     | Gabriel                                     | 22           | Bagnolet (Seine-Saint-Denis) | J'te l'dis quand même - Patrick Bruel | ✔️                                | —                                 | —                                 | —                                 |
| 5     | Guillaume                                   | 27           | Tubize (Belgique)            | Jealous - Labrinth                    | ✔️                                | ✔️                                | ✔️                                | ✔️                                |
| 6     | Alice Nguyen                                | 33           | Paris                        | 24k Magic - Bruno Mars                | ✔️                                | —                                 | —                                 | —                                 |
| 7     | Pauline                                     | 19           | Lyon (Rhône)                 | L'Amour à la plage - Niagara          | —                                 | —                                 | —                                 | —                                 |
| 8     | Luna Gritt                                  | 29           | Nancy (Meurthe-et-Moselle)   | Back to Black - Amy Winehouse         | ✔️                                | ✔️                                | —                                 | ✔️                                |
| 9     | Céline                                      | 37           | Lyon (Rhône)                 | Mexico - Luis Mariano                 | —                                 | —                                 | —                                 | —                                 |
| 10    | Nicolay Sanson (Nicolas Sanson)             | 20           | Montainville (Yvelines)      | Sorry Angel - Serge Gainsbourg        | —                                 | ✔️                                | ✔️                                | —                                 |
| 11    | Casanova (Yoann Casanova)                   | 24           | Biguglia (Haute-Corse)       | Je serai là - Slimane                 | ✔️                                | ✔️                                | —                                 | —                                 |
| 12    | Milena                                      | 17           | Grenoble (Isère)             | Billie Jean - Michael Jackson         | —                                 | ✔️                                | —                                 | ✔️                                |
| 13    | Sawadee                                     | 42           | Colmar (Haut-Rhin)           | Rock Me Baby - B. B. King             | —                                 | —                                 | —                                 | —                                 |
| 14    | Zine Yaala                                  | 22           | Londres (Royaume-Uni)        | Never Tear Us Apart - INXS            | —                                 | —                                 | —                                 | ✔️                                |

Simon Morin a participé à la troisième saison de La Voix, et à la cinquième saison de Star Académie.
Nicolay Sanson et Casanova avaient déjà participé à l'émission, lors de la cinquième saison. Ils avaient été recalés lors des auditions à l'aveugle.

#### Épisode 5
Le cinquième épisode est diffusé le 24 février 2018 à 21 h.
| Ordre | Candidat                  | Âge | Localisation                       | Chanson                                                | Choix des coachs et des candidats | Choix des coachs et des candidats | Choix des coachs et des candidats | Choix des coachs et des candidats |
| Ordre | Candidat                  | Âge | Localisation                       | Chanson                                                | Florent                           | Zazie                             | Mika                              | Pascal                            |
| ----- | ------------------------- | --- | ---------------------------------- | ------------------------------------------------------ | --------------------------------- | --------------------------------- | --------------------------------- | --------------------------------- |
| 1     | Xam Hurricane (Maxime)    | 23  | Malakoff (Hauts-de-Seine)          | Roxanne - The Police                                   | —                                 | —                                 | ✔️                                | ✔️                                |
| 2     | Ryan Kennedy              | 30  | Québec (Canada)                    | Rocket Man - Elton John                                | ✔️                                | ✔️                                | ✔️                                | ✔️                                |
| 3     | Thana-Marie               | 19  | Montpellier (Hérault)              | Halo - Beyoncé                                         | ✔️                                | —                                 | —                                 | —                                 |
| 4     | Atlas                     | 36  | Paris                              | Vertige de l'amour - Alain Bashung                     | —                                 | —                                 | —                                 | —                                 |
| 5     | Anto (Anthony Haddad)     | 28  | Paris                              | U-Turn (Lili) - AaRON                                  | —                                 | ✔️                                | ✔️                                | —                                 |
| 6     | Julianna                  | 18  | Angoulême (Charente)               | Crazy - Gnarls Barkley                                 | ✔️                                | —                                 | ✔️                                | —                                 |
| 7     | Rodrigo Ace               | 38  | Massy (Essonne)                    | Despacito - Luis Fonsi feat. Daddy Yankee              | —                                 | —                                 | —                                 | —                                 |
| 8     | Betty Patural             | 22  | Annecy (Haute-Savoie)              | La Chanson des vieux amants - Jacques Brel             | ✔️                                | ✔️                                | ✔️                                | ✔️                                |
| 9     | Philippine Zadéo          | 19  | Lège-Cap-Ferret (Gironde)          | No tomorrow - Orson                                    | —                                 | —                                 | —                                 | —                                 |
| 10    | Ubaré                     | 29  | Séoul (Corée du Sud)               | Sympathique (je ne veux pas travailler) - Pink Martini | ✔️                                | ✔️                                | ✔️                                | —                                 |
| 11    | Billy Boguard (Guillaume) | 24  | Lançon-Provence (Bouches-du-Rhône) | Heart of gold - Neil Young                             | —                                 | ✔️                                | ✔️                                | ✔️                                |
| 12    | Angelo                    | 26  | Benevento (Italie)                 | The Sound of Silence - Simon and Garfunkel             | ✔️                                | —                                 | —                                 | —                                 |
| 13    | Alhan                     | 19  | Pau (Pyrénées-Atlantiques)         | Heal - Tom Odell                                       | —                                 | ✔️                                | ✔️                                | —                                 |

Ryan Kennedy a déjà sorti 2 albums au Canada et a participé à la saison 4 de La Voix.
Anto est le cousin d'Amir finaliste de la saison 3 de The Voice : La Plus Belle Voix.

#### Épisode 6
Le sixième épisode est diffusé le 3 mars 2018 à 21 h.
| Ordre | Candidat       | Âge | Localisation                             | Chanson                                                               | Choix des coachs et des candidats | Choix des coachs et des candidats | Choix des coachs et des candidats | Choix des coachs et des candidats |
| Ordre | Candidat       | Âge | Localisation                             | Chanson                                                               | Florent                           | Zazie                             | Mika                              | Pascal                            |
| ----- | -------------- | --- | ---------------------------------------- | --------------------------------------------------------------------- | --------------------------------- | --------------------------------- | --------------------------------- | --------------------------------- |
| 1     | Maëlle Pistoia | 16  | Tournus (Saône-et-Loire)                 | Toi et moi - Guillaume Grand                                          | ✔️                                | ✔️                                | ✔️                                | —                                 |
| 2     | Gemma          | 27  | Marseille (Bouches-du-Rhône)             | The Diva Dance - Éric Serra                                           | —                                 | —                                 | —                                 | —                                 |
| 3     | Joss Bari      | 30  | Presqu'île de Quiberon (Morbihan)        | Cheerleader - OMI                                                     | ✔️                                | —                                 | —                                 | —                                 |
| 4     | Yasmine Ammari | 32  | Oran (Algérie)                           | Le Dernier qui a parlé - Amina                                        | ✔️                                | ✔️                                | ✔️                                | ✔️                                |
| 5     | Isadora        | 20  | Bruxelles (Belgique)                     | Killing Me Softly - Fugees                                            | ✔️                                | —                                 | —                                 | —                                 |
| 6     | Jody Jody      | 21  | Le Pré-Saint-Gervais (Seine-Saint-Denis) | Heavy Cross - Gossip                                                  | ✔️                                | —                                 | ✔️                                | ✔️                                |
| 7     | Chloé          | 19  | Courpalay (Seine-et-Marne)               | Caravane - Raphaël                                                    | ✔️                                | ✔️                                | ✔️                                | ✔️                                |
| 8     | Francè         | 28  | Ajaccio (Corse-du-Sud)                   | Creep - Radiohead                                                     | ✔️                                | —                                 | —                                 | ✔️                                |
| 9     | Zoé Mansion    | 19  | Nancy (Meurthe-et-Moselle)               | I Feel It Coming - The Weeknd (version française de Juliette Armanet) | —                                 | —                                 | —                                 | —                                 |
| 10    | Aliénor        | 29  | Toulouse (Haute-Garonne)                 | They Don't Care About Us - Michael Jackson                            | ✔️                                | ✔️                                | —                                 | —                                 |
| 11    | Petit Green    | 26  | Newmarket (Royaume-Uni)                  | Walk on the Wild Side - Lou Reed                                      | ✔️                                | ✔️                                | ✔️                                | —                                 |
| 12    | Éric Jetner    | 32  | New York (États-Unis)                    | J'ai le droit aussi - Calogero                                        | —                                 | —                                 | —                                 | ✔️                                |
| 13    | Matthias Piaux | 26  | Genève (Suisse)                          | Brother - Matt Corby                                                  | —                                 | ✔️                                | ✔️                                | —                                 |

#### Épisode 7
Le septième épisode est diffusé le 10 mars 2018 à 21 h.
| Ordre | Candidat         | Âge | Localisation                      | Chanson                                                  | Choix des coachs et des candidats | Choix des coachs et des candidats | Choix des coachs et des candidats | Choix des coachs et des candidats |
| Ordre | Candidat         | Âge | Localisation                      | Chanson                                                  | Florent                           | Zazie                             | Mika                              | Pascal                            |
| ----- | ---------------- | --- | --------------------------------- | -------------------------------------------------------- | --------------------------------- | --------------------------------- | --------------------------------- | --------------------------------- |
| 1     | Florent Marchand | 17  | Marseille (Bouches-du-Rhône)      | Pillowtalk - Zayn                                        | ✔️                                | ✔️                                | ✔️                                | ✔️                                |
| 2     | Sarah Bessie     | 30  | Fontenay-sous-Bois (Val-de-Marne) | Il est où le bonheur - Christophe Maé                    | —                                 | —                                 | —                                 | —                                 |
| 3     | Lorrah Cortesi   | 28  | Paris                             | Cry Me a River - Arthur Hamilton (version Michael Bublé) | ✔️                                | —                                 | ✔️                                | —                                 |
| 4     | Norig            | 44  | Paris                             | Ederlezi - Chant traditionnel tzigane                    | —                                 | ✔️                                | ✔️                                | —                                 |
| 5     | Djeneva          | 18  | Cergy (Val-d'Oise)                | Chained to the Rhythm - Katy Perry                       | ✔️                                | —                                 | ✔️                                | —                                 |
| 6     | Morgane          | 20  | Tain-l'Hermitage (Drôme)          | Ma révérence - Véronique Sanson                          | ✔️                                | —                                 | —                                 | ✔️                                |
| 7     | Hédi             | 20  | Lyon (Rhône)                      | Maman - Louane                                           | —                                 | —                                 | —                                 | —                                 |
| 8     | Yvette           | 24  | Le Goulet (Île Maurice)           | Téléphone-moi - Nicole Croisille                         | ✔️                                | —                                 | —                                 | ✔️                                |
| 9     | Meryem           | 31  | Montréal (Canada)                 | I'm Every Woman - Chaka Khan                             | ✔️                                | —                                 | —                                 | —                                 |
| 10    | Gabriel Laurent  | 39  | Paris                             | Such a Shame - Talk Talk                                 | —                                 | ✔️                                | —                                 | —                                 |
| 11    | Assia            | 47  | Annecy (Haute-Savoie)             | Elizabeth Taylor - Clare Maguire                         | ✔️                                | —                                 | ✔️                                | —                                 |
| 12    | Capucine         | 18  | Nantes (Loire-Atlantique)         | l'Amérique - Joe Dassin                                  | —                                 | ✔️                                | ✔️                                | —                                 |
| 13    | Jÿpe             | 23  | NC                                | Catch and Release - Matt Simons                          | —                                 | —                                 | —                                 | —                                 |
| 14    | Leho             | 18  | Paris                             | On va s'aimer - Gilbert Montagné                         | —                                 | ✔️                                | —                                 | —                                 |

Sarah Bessie avait déjà passé le casting mais n'avait pas été retenue.
Djenava a participé à la comédie musicale Le Roi lion, elle jouait le rôle de Nala.

### Audition finale
Dans cette épreuve 6 équipes de 3 doivent se présenter devant leur coach en interprétant une chanson de leur choix, seul 1 talent par trios sera qualifié pour les battles. Les 2 autres talents peuvent être volés par un autre coach.
À l'issue de cette manche, il ne reste plus que 8 candidats par équipes.
Légende
 Talent sauvé

 Talent volé

 Talent éliminé

#### Épisode 8
Le huitième épisode est diffusé le 17 mars 2018 à 21 h.
| Ordre | Coach   | Candidat          | Chanson                                    | Résultat   | Coach ayant repêché le candidat éliminé |
| ----- | ------- | ----------------- | ------------------------------------------ | ---------- | --------------------------------------- |
| 1     | Florent | Raffi Arto        | Umbrella - Rihanna (reprise The Baseballs) | Qualifié   | —                                       |
| 2     | Florent | Rénata            | Carmen - Stromae                           | Éliminée   | —                                       |
| 3     | Florent | Morgane           | Bang Bang - Sheila                         | Éliminée   | —                                       |
|       |         |                   |                                            |            |                                         |
| 4     | Zazie   | Aurélien          | Un homme heureux - William Sheller         | Volé       | Florent Pagny                           |
| 5     | Zazie   | Alliel            | Sing - Ed Sheeran                          | Éliminé    | —                                       |
| 6     | Zazie   | Maëlle Pistoia    | Wicked Game - Chris Isaak                  | Qualifiée  | —                                       |
|       |         |                   |                                            |            |                                         |
| 7     | Pascal  | Rébecca           | Si, maman si - France Gall                 | Éliminée   | —                                       |
| 8     | Pascal  | Francè            | Un autre monde - Téléphone                 | Éliminé    | —                                       |
| 9     | Pascal  | Betty Patural     | You are so beautiful - Joe Cocker          | Qualifiée  | —                                       |
|       |         |                   |                                            |            |                                         |
| 10    | Mika    | Matthias Piaux    | Le Baiser - Alain Souchon                  | Éliminé    | —                                       |
| 11    | Mika    | Simon Morin       | Believer - Imagine Dragons                 | Éliminé    | —                                       |
| 12    | Mika    | Guillaume         | Forteresse - Michel Fugain                 | Qualifié   | —                                       |
|       |         |                   |                                            |            |                                         |
| 13    | Zazie   | Luca              | I Put a Spell on You - Nina Simone         | Éliminé    | —                                       |
| 14    | Zazie   | Anto              | Message personnel - Françoise Hardy        | Éliminé    | —                                       |
| 15    | Zazie   | Édouard Édouard   | Et moi, et moi, et moi - Jacques Dutronc   | Qualifié   | —                                       |
|       |         |                   |                                            |            |                                         |
| 16    | Mika    | Assia             | Pour me comprendre - Véronique Sanson      | Éliminée   | —                                       |
| 17    | Mika    | Nicolay Sanson    | La bonne étoile - M                        | Éliminé    | —                                       |
| 18    | Mika    | Frédéric Longbois | L'Aigle noir - Barbara                     | Qualifié   | —                                       |
|       |         |                   |                                            |            |                                         |
| 19    | Pascal  | JAT               | Issues - Julia Michaels                    | Qualifiées | —                                       |
| 20    | Pascal  | Mélody            | J’en suis là - Slimane                     | Éliminée   | —                                       |
| 21    | Pascal  | Queen Clairie     | Bachelorette - Björk                       | Volée      | Mika, Zazie                             |

#### Épisode 9
Le neuvième épisode est diffusé le 24 mars 2018 à 21 h.
| Ordre | Coach   | Candidat       | Chanson                                   | Résultat  | Coach ayant repêché le candidat éliminé |
| ----- | ------- | -------------- | ----------------------------------------- | --------- | --------------------------------------- |
| 1     | Pascal  | Ecco           | Voyage, Voyage - Desireless               | Qualifiée | —                                       |
| 2     | Pascal  | Yvette         | Le Coup de soleil - Richard Cocciante     | Volée     | Zazie                                   |
| 3     | Pascal  | Billy Boguard  | Envole-moi - Jean-Jacques Goldman         | Éliminé   | —                                       |
|       |         |                |                                           |           |                                         |
| 4     | Florent | Gabriel        | You Raise Me Up - Josh Groban             | Qualifié  | —                                       |
| 5     | Florent | Abdel          | Si t'étais là - Louane                    | Éliminé   | —                                       |
| 6     | Florent | Abel Marta     | Tu vuò fà l'americano - Renato Carosone   | Volé      | Pascal Obispo, Mika, Zazie              |
|       |         |                |                                           |           |                                         |
| 7     | Mika    | Dréa Dury      | Señorita - Justin Timberlake              | Éliminée  | —                                       |
| 8     | Mika    | Ubare          | Nature Boy - Nat King Cole                | Qualifiée | —                                       |
| 9     | Mika    | Laura          | California Love - 2pac feat. Dr. Dre      | Éliminée  | —                                       |
|       |         |                |                                           |           |                                         |
| 10    | Zazie   | Gulaan         | Tout le monde y pense - Francis Cabrel    | Qualifié  | —                                       |
| 11    | Zazie   | Casanova       | Perfect - Ed Sheeran                      | Volé      | Mika                                    |
| 12    | Zazie   | Norig          | Uninvited - Alanis Morissette             | Volée     | Florent Pagny                           |
|       |         |                |                                           |           |                                         |
| 13    | Pascal  | Zine Yaala     | Je suis malade - Serge Lama               | Éliminé   | —                                       |
| 14    | Pascal  | Éric Jetner    | Writing's on the Wall - Sam Smith         | Éliminé   | —                                       |
| 15    | Pascal  | Xam Hurricane  | Le Cinéma - Claude Nougaro                | Qualifié  | —                                       |
|       |         |                |                                           |           |                                         |
| 16    | Zazie   | Leho           | Laisse tomber les filles - France Gall    | Éliminée  | —                                       |
| 17    | Zazie   | Chloé          | Moi aimer toi - Vianney                   | Éliminée  | —                                       |
| 18    | Zazie   | Liv Del Estal  | Dans 150 ans - Raphaël                    | Qualifiée | —                                       |
|       |         |                |                                           |           |                                         |
| 19    | Florent | Yasmine Ammari | Hello - Lionel Richie                     | Qualifiée | —                                       |
| 20    | Florent | Meryem         | 7 Seconds - Youssou N’Dour & Neneh Cherry | Éliminée  | —                                       |
| 21    | Florent | Thana-Marie    | Vole - Céline Dion                        | Éliminée  | —                                       |
|       |         |                |                                           |           |                                         |
| 23    | Mika    | Capucine       | Et pourtant - Charles Aznavour            | Qualifiée | —                                       |
| 22    | Mika    | Lilya          | I Want You Back - Jackson Five            | Éliminée  | —                                       |
| 24    | Mika    | Alhan          | Dis, quand reviendras-tu ? - Barbara      | Éliminé   | —                                       |

#### Épisode 10
Le dixième épisode est diffusé le 31 mars 2018 à 21 h.
| Ordre | Coach   | Candidat         | Chanson                                      | Résultat  | Coach ayant repêché le candidat éliminé |
| ----- | ------- | ---------------- | -------------------------------------------- | --------- | --------------------------------------- |
| 1     | Mika    | Jody Jody        | I Say a Little Prayer - Aretha Franklin      | Éliminée  | —                                       |
| 2     | Mika    | Kriill           | Bitch Better Have My Money - Rihanna         | Volés     | Pascal Obispo                           |
| 3     | Mika    | Sherley Parédès  | Ave Cesaria - Stromae                        | Qualifié  | —                                       |
|       |         |                  |                                              |           |                                         |
| 4     | Zazie   | Ryan Kennedy     | Je reviendrai à Montréal - Robert Charlebois | Éliminé   | —                                       |
| 5     | Zazie   | Luna Gritt       | Fondamental - Calogero                       | Qualifiée | —                                       |
| 6     | Zazie   | Aliénor          | La Corrida - Francis Cabrel                  | Éliminée  | —                                       |
|       |         |                  |                                              |           |                                         |
| 7     | Florent | Alice Nguyen     | I Don’t Know - Noa                           | Éliminée  | —                                       |
| 8     | Florent | Cécyle           | Ordinaire - Robert Charlebois                | Éliminée  | —                                       |
| 9     | Florent | Lorrah Cortèsi   | Enjoy the Silence - Depeche Mode             | Qualifiée | —                                       |
|       |         |                  |                                              |           |                                         |
| 10    | Zazie   | B. Demi-Mondaine | Avec le temps - Léo Ferré                    | Qualifiée | —                                       |
| 11    | Zazie   | Petit Green      | Danser encore - Calogero                     | Éliminé   | —                                       |
| 12    | Zazie   | Gabriel Laurent  | Osez Joséphine - Alain Bashung               | Éliminé   | —                                       |
|       |         |                  |                                              |           |                                         |
| 13    | Florent | Julianna         | Fly Me to the Moon - Frank Sinatra           | Éliminée  | —                                       |
| 14    | Florent | Karolyn          | La Puissance - MHD                           | Volée     | Zazie                                   |
| 15    | Florent | Isadora          | Les Bêtises - Sabine Paturel                 | Qualifiée | —                                       |
|       |         |                  |                                              |           |                                         |
| 16    | Pascal  | Jorge Sabelico   | Milord - Édith Piaf                          | Éliminé   | —                                       |
| 17    | Pascal  | Florent Marchand | That's What I Like - Bruno Mars              | Qualifié  | —                                       |
| 18    | Pascal  | Ritchy           | Terre - Florent Pagny                        | Éliminé   | —                                       |
|       |         |                  |                                              |           |                                         |
| 19    | Florent | Angelo           | Casser la voix - Patrick Bruel               | Éliminé   | —                                       |
| 20    | Florent | Hobbs            | Stay with Me - Sam Smith                     | Qualifié  | —                                       |
| 21    | Florent | Joss Bary        | Family Portrait - Pink                       | Éliminé   | —                                       |
|       |         |                  |                                              |           |                                         |
| 22    | Pascal  | Kelly            | Jeune et con - Damien Saez                   | Qualifiée | —                                       |
| 23    | Pascal  | Solia            | Parce que c'est toi - Axelle Red             | Éliminée  | —                                       |
| 24    | Pascal  | Milena           | Les Valses de Vienne - François Feldman      | Éliminée  | —                                       |
|       |         |                  |                                              |           |                                         |
| 25    | Mika    | Mennel Ibtissem  | J'envoie valser - Zazie (Non diffusée)       | Qualifiée | —                                       |
| 26    | Mika    | Tiphaine SG      | Ordinary Love - U2                           | Éliminée  | —                                       |
| 27    | Mika    | Djénéva          | Bird Set Free - Sia                          | Éliminée  | —                                       |

### Les Duels
À l'instar des Battles, les candidats restants de chaque équipe s'affrontent en duel sur une chanson.
À l'issue de cette épreuve, seule la moitié des candidats sera qualifiée pour les shows en direct.
Mennel, qui s'est retirée de l'émission à la suite de la polémique ci-dessous, avait passé avec succès l'épreuve des duels. La production a décidé, avec son accord, de la couper au montage. Son adversaire, Casanova, est repêché. Nikos, en voix off, l'explique aux spectateurs,.
| Florent Pagny  | Zazie            | Mika              | Pascal Obispo    |
| -------------- | ---------------- | ----------------- | ---------------- |
| Raffi Arto     | Maëlle           | Guillaume         | Betty Patural    |
| Aurélien       | Édouard Édouard  | Frédéric Longbois | JAT              |
| Gabriel        | Yvette           | Queen Clairie     | Ecco             |
| Norig          | Gulaan           | Ubare             | Abel Marta       |
| Yasmine Ammari | Liv Del Estal    | Casanova          | Xam Hurricane    |
| Lorrah Cortèsi | Luna Gritt       | Capucine          | Kriill           |
| Isadora        | B. Demi-Mondaine | Sherley Parédès   | Florent Marchand |
| Hobbs          | Karolyn          |                   | Kelly            |

Légende
 Talent sauvé

 Talent éliminé

 Abandon

#### Épisode 11
Le onzième épisode est diffusé le 7 avril 2018 à 21 h. Les coachs ouvrent les Duels en interprétant Heroes de David Bowie.
| Ordre | Équipe        | Gagnant           | Chanson                                          | Perdant          |
| ----- | ------------- | ----------------- | ------------------------------------------------ | ---------------- |
| 1     | Zazie         | B. Demi-Mondaine  | Sweet Dreams (Are Made of This) - Eurythmics     | Luna Gritt       |
| 2     | Mika          | Frédéric Longbois | Puisque vous partez en voyage - Hardy et Dutronc | Ubare            |
| 3     | Florent Pagny | Hobbs             | Attention - Charlie Puth                         | Isadora          |
| 4     | Pascal Obispo | Xam Hurricane     | Les histoires d’A. - Les Rita Mitsouko           | Florent Marchand |
| 5     | Zazie         | Maëlle            | Fragile - Sting                                  | Gulaan           |
| 6     | Florent Pagny | Raffi Arto        | Toute la musique que j’aime - Johnny Hallyday    | Aurélien         |
| 7     | Mika          | Sherley Parédès   | L’amour en solitaire - Juliette Armanet          | Capucine         |
| 8     | Mika          | Casanova          | Là-bas - Jean-Jacques Goldman (Non Diffusée)     | Mennel Ibtissem  |

#### Épisode 12
Le douzième épisode est diffusé le 14 avril 2018 à 21 h.
| Ordre | Équipe        | Gagnant         | Chanson                                                 | Perdant        |
| ----- | ------------- | --------------- | ------------------------------------------------------- | -------------- |
| 1     | Zazie         | Edouard Edouard | J't'emmène au vent - Louise Attaque                     | Karolyn        |
| 2     | Mika          | Guillaume       | Sign of the Times - Harry Styles                        | Queen Clairie  |
| 3     | Pascal Obispo | Ecco            | Jacques a dit - Christophe Willem                       | Kelly Grondin  |
| 4     | Florent Pagny | Gabriel         | Don't Give Up - Peter Gabriel feat. Kate Bush           | Lorrah Cortèsi |
| 5     | Pascal Obispo | Kriill          | Alors on danse - Stromae                                | Abel Marta     |
| 6     | Zazie         | Liv Del Estal   | Yellow - Coldplay                                       | Yvette         |
| 7     | Pascal Obispo | Betty Patural   | Désenchantée - Mylène Farmer                            | JAT            |
| 8     | Florent Pagny | Yasmine Ammari  | This Is What You Came For - Calvin Harris feat. Rihanna | Norig          |

### Les primes
Il ne reste que 4 talents par équipe. Durant chaque prime en direct, les candidats effectuent leur prestation.
Lors des premiers primes, le public et les coachs peuvent sauver un talent pour la semaine suivante.
Lors de la finale, c'est uniquement le public qui a le pouvoir de sacrer le candidat finaliste qu'il veut plus belle voix de France.
| Florent Pagny  | Zazie            | Mika              | Pascal Obispo |
| -------------- | ---------------- | ----------------- | ------------- |
| Hobbs          | B. Demi-Mondaine | Frédéric Longbois | Xam Hurricane |
| Raffi Arto     | Maëlle           | Sherley Parédès   | Ecco          |
| Gabriel        | Edouard Edouard  | Casanova          | Kriill        |
| Yasmine Ammari | Liv Del Estal    | Guillaume         | Betty Patural |

#### Épisode 13
Le treizième épisode est diffusé le 21 avril 2018 à 21 h.
Les talents et les coachs ouvrent le premier prime en reprenant Can You Feel It de The Jackson Five.
Légende
 Talent qualifié par le public

 Talent qualifié par le coach

 Talent éliminé
| Ordre | Équipe        | Artiste           | Chanson                                        | Résultat             |
| ----- | ------------- | ----------------- | ---------------------------------------------- | -------------------- |
| 1     | Zazie         | Maëlle Pistoia    | Everybody's Got to Learn Sometime - The Korgis | Sauvée par le public |
| 2     | Zazie         | Edouard Edouard   | Lady Marmalade - Patti LaBelle                 | Sauvé par son coach  |
| 3     | Zazie         | Liv Del Estal     | Michelle - The Beatles                         | Éliminée             |
| 4     | Zazie         | B. Demi-Mondaine  | Crazy in Love - Beyoncé                        | Sauvée par le public |
| 5     | Pascal Obispo | Ecco              | There Must Be an Angel - Eurythmics            | Sauvée par le public |
| 6     | Pascal Obispo | Xam Hurricane     | Les Mots bleus - Christophe                    | Sauvé par le public  |
| 7     | Pascal Obispo | Betty Patural     | Évidemment - France Gall                       | Sauvée par son coach |
| 8     | Pascal Obispo | Kriill            | Nightcall - Kavinsky                           | Éliminés             |
| 9     | Florent Pagny | Raffi Arto        | Everybody Needs Somebody - Blues Brothers      | Sauvé par le public  |
| 10    | Florent Pagny | Hobbs             | Le monde est stone - Fabienne Thibeault        | Sauvé par son coach  |
| 11    | Florent Pagny | Gabriel           | There's Nothing Holdin' Me Back - Shawn Mendes | Éliminé              |
| 12    | Florent Pagny | Yasmine Ammari    | La Mamma - Charles Aznavour                    | Sauvée par le public |
| 13    | Mika          | Sherley Parédès   | Tout va bien - Orelsan                         | Éliminée             |
| 14    | Mika          | Casanova          | When We Were Young - Adele                     | Sauvé par le public  |
| 15    | Mika          | Frédéric Longbois | I Am What I Am - Gloria Gaynor                 | Sauvé par le public  |
| 16    | Mika          | Guillaume         | No Surprises - Radiohead                       | Sauvé par son coach  |

| Florent Pagny  | Zazie            | Mika              | Pascal Obispo |
| -------------- | ---------------- | ----------------- | ------------- |
| Raffi Arto     | B. Demi-Mondaine | Casanova          | Xam Hurricane |
| Yasmine Ammari | Maëlle Pistoia   | Frédéric Longbois | Ecco          |
| Hobbs          | Edouard Edouard  | Guillaume         | Betty Patural |

#### Épisode 14 — Quarts de finale
Le quatorzième épisode est diffusé le 28 avril 2018 à 21 h. Les talents ouvrent le prime avec Bigflo et Oli en reprenant Dommage .
Légende
 Talent qualifié par le public

 Talent qualifié par le coach

 Talent éliminé
| Ordre | Équipe        | Artiste           | Chanson                                             | Résultat             |
| ----- | ------------- | ----------------- | --------------------------------------------------- | -------------------- |
| 1     | Pascal Obispo | Xam Hurricane     | Quand on arrive en ville - Daniel Balavoine         | Sauvé par son coach  |
| 2     | Pascal Obispo | Ecco              | Hymne à l'amour - Édith Piaf                        | Sauvée par le public |
| 3     | Pascal Obispo | Betty Patural     | Isn't She Lovely? - Stevie Wonder                   | Éliminée             |
| 4     | Florent Pagny | Hobbs             | Runnin’ - Naughty Boy feat. Beyoncé, Arrow Benjamin | Éliminé              |
| 5     | Florent Pagny | Raffi Arto        | Can't Help Falling in Love - Elvis Presley          | Sauvé par le public  |
| 6     | Florent Pagny | Yasmine Ammari    | Too Good at Goodbyes - Sam Smith                    | Sauvée par son coach |
| 7     | Mika          | Frédéric Longbois | Je voulais te dire que je t'attends - Michel Jonasz | Sauvé par le public  |
| 8     | Mika          | Guillaume         | Let's Dance - David Bowie                           | Éliminé              |
| 9     | Mika          | Casanova          | Le Chanteur - Daniel Balavoine                      | Sauvé par son coach  |
| 10    | Zazie         | Maëlle            | Wasting My Young Years - London Grammar             | Sauvée par le public |
| 11    | Zazie         | Édouard Édouard   | Rester femme - Axelle Red                           | Éliminé              |
| 12    | Zazie         | B. Demi-Mondaine  | Au suivant - Jacques Brel                           | Sauvée par son coach |

| Florent Pagny  | Zazie            | Mika              | Pascal Obispo |
| -------------- | ---------------- | ----------------- | ------------- |
| Raffi Arto     | Maëlle           | Frédéric Longbois | Xam Hurricane |
| Yasmine Ammari | B. Demi-Mondaine | Casanova          | Ecco          |

#### Épisode 15 — Demi-finale
Le quinzième épisode est diffusé le 5 mai 2018 à 21 h.
Légende
 Talent qualifié pour la finale

 Talent éliminé

 Prestation collective
| Ordre | Équipe                       | Artiste                      | Chanson                                                | Résultat                                        |                                                 |
| ----- | ---------------------------- | ---------------------------- | ------------------------------------------------------ | ----------------------------------------------- | ----------------------------------------------- |
| 1     | Florent Pagny                | Raffi Arto                   | J'irai où tu iras - Céline Dion & Jean-Jacques Goldman | Qualifié                                        |                                                 |
| 2     | Florent Pagny                | Yasmine Ammari               | Historia de un amor - Luz Casal                        | Éliminée                                        |                                                 |
|       | Raffi Arto & Yasmine Ammari  | Raffi Arto & Yasmine Ammari  | Katchi - Ofenbach vs. Nick Waterhouse                  | Katchi - Ofenbach vs. Nick Waterhouse           | Katchi - Ofenbach vs. Nick Waterhouse           |
| 3     | Pascal Obispo                | Ecco                         | Rolling in the Deep - Adele                            | Éliminée                                        |                                                 |
| 4     | Pascal Obispo                | Xam Hurricane                | Et maintenant - Gilbert Bécaud                         | Qualifié                                        |                                                 |
|       | Ecco & Xam Hurricane         | Ecco & Xam Hurricane         | Mourir demain - Pascal Obispo & Natasha St-Pier        | Mourir demain - Pascal Obispo & Natasha St-Pier | Mourir demain - Pascal Obispo & Natasha St-Pier |
| 5     | Zazie                        | B. Demi-Mondaine             | The Show Must Go On - Queen                            | Éliminée                                        |                                                 |
| 6     | Zazie                        | Maëlle                       | Diego libre dans sa tête - France Gall                 | Qualifiée                                       |                                                 |
|       | Maëlle & B. Demi-Mondaine    | Maëlle & B. Demi-Mondaine    | I Put a Spell on You - Annie Lennox                    | I Put a Spell on You - Annie Lennox             | I Put a Spell on You - Annie Lennox             |
| 7     | Mika                         | Frédéric Longbois            | Nessun dorma - Luciano Pavarotti                       | Éliminé                                         |                                                 |
| 8     | Mika                         | Casanova                     | Kid - Eddy de Pretto                                   | Qualifié                                        |                                                 |
|       | Frédéric Longbois & Casanova | Frédéric Longbois & Casanova | La Carioca - Vincent Youmans                           | La Carioca - Vincent Youmans                    | La Carioca - Vincent Youmans                    |

| Florent Pagny | Zazie  | Mika     | Pascal Obispo |
| ------------- | ------ | -------- | ------------- |
| Raffi Arto    | Maëlle | Casanova | Xam Hurricane |

#### Épisode 16 — Finale
Le seizième épisode est diffusé le 12 mai 2018 à 21 h. Les coachs et les talents reprennent Voilà, c'est fini de Jean-Louis Aubert.
Les finalistes rendent hommage à Maurane en interprétant Sur un prélude de Bach.
| Ordre | Coach         | Candidat      | Chanson                             | En duo avec     | Resultat du public | Classement final |
| ----- | ------------- | ------------- | ----------------------------------- | --------------- | ------------------ | ---------------- |
| 1     | Florent Pagny | Raffi Arto    | Footloose - Kenny Loggins           |                 | 19,8 %             | 2e               |
| 5     | Florent Pagny | Raffi Arto    | Andalouse - Kendji Girac            | Kendji Girac    | 19,8 %             | 2e               |
| 10    | Florent Pagny | Raffi Arto    | La Boîte de jazz - Michel Jonasz    | Florent Pagny   | 19,8 %             | 2e               |
| 2     | Zazie         | Maëlle        | Sign of the Times - Harry Styles    |                 | 55,3 %             | 1re              |
| 7     | Zazie         | Maëlle        | Je m'en vais - Vianney              | Vianney         | 55,3 %             | 1re              |
| 12    | Zazie         | Maëlle        | Seras-tu là ? - Michel Berger       | Zazie           | 55,3 %             | 1re              |
| 3     | Mika          | Casanova      | Formidable - Stromae                |                 | 12,6 %             | 3e               |
| 8     | Mika          | Casanova      | Que je t'aime - Johnny Hallyday     | Amel Bent       | 12,6 %             | 3e               |
| 11    | Mika          | Casanova      | Goodbye Stranger - Supertramp       | Mika            | 12,6 %             | 3e               |
| 4     | Pascal Obispo | Xam Hurricane | Comme ils disent - Charles Aznavour |                 | 12,3 %             | 4e               |
| 6     | Pascal Obispo | Xam Hurricane | Englishman in New York - Sting      | Sting et Shaggy | 12,3 %             | 4e               |
| 9     | Pascal Obispo | Xam Hurricane | La Bombe humaine - Téléphone        | Pascal Obispo   | 12,3 %             | 4e               |

## Audiences

### The Voice
| Type                  | Jour et horaire de diffusion         | Audience moyenne          | Audience moyenne | Classement des audiences de la soirée | Références |
| Type                  | Jour et horaire de diffusion         | Nombre de téléspectateurs | PDM              | Classement des audiences de la soirée | Références |
| --------------------- | ------------------------------------ | ------------------------- | ---------------- | ------------------------------------- | ---------- |
| Auditions à l'aveugle | Samedi 27 janvier 2018 (21h10–23h40) | 6 380 000                 | 30,7 %           | 1er                                   | [ 7 ]      |
| Auditions à l'aveugle | Samedi 3 février 2018 (21h10–23h30)  | 6 224 000                 | 30,5 %           | 1er                                   | [ 8 ]      |
| Auditions à l'aveugle | Samedi 10 février 2018 (21h10–23h30) | 6 465 000                 | 31,2 %           | 1er                                   | [ 9 ]      |
| Auditions à l'aveugle | Samedi 17 février 2018 (21h10–23h20) | 5 985 000                 | 29,9 %           | 1er                                   | [ 10 ]     |
| Auditions à l'aveugle | Samedi 24 février 2018 (21h10–23h20) | 6 267 000                 | 30,4 %           | 1er                                   | [ 11 ]     |
| Auditions à l'aveugle | Samedi 3 mars 2018 (21h10-23h20)     | 5 333 000                 | 26 %             | 1er                                   | [ 12 ]     |
| Auditions à l'aveugle | Samedi 10 mars 2018 (21h10-23h30)    | 5 704 000                 | 28,5 %           | 1er                                   | [ 13 ]     |
| Audition finale       | Samedi 17 mars 2018 (21h10-23h20)    | 5 229 000                 | 26,4 %           | 1er                                   | [ 14 ]     |
| Audition finale       | Samedi 24 mars 2018 (21h10-23h20)    | 4 932 000                 | 26,3 %           | 1er                                   | [ 15 ]     |
| Audition finale       | Samedi 31 mars 2018 (21h10-23h20)    | 4 220 000                 | 22,1 %           | 1er                                   | [ 16 ]     |
| Duel                  | Samedi 7 avril 2018 (21h10-23h20)    | 4 902 000                 | 24,7 %           | 1er                                   | [ 17 ]     |
| Duel                  | Samedi 14 avril 2018 (21h10-23h20)   | 4 354 000                 | 22,8 %           | 2e                                    | [ 18 ]     |
| Directs               | Samedi 21 avril 2018 (21h10-23h20)   | 3 926 000                 | 24,4 %           | 1er                                   | [ 19 ]     |
| Directs               | Samedi 28 avril 2018 (21h10-23h20)   | 4 638 000                 | 25,1%            | 1er                                   | [ 20 ]     |
| Directs               | Samedi 5 mai 2018 (21h10-23h20)      | 4 562 000                 | 24,1%            | 1er                                   | [ 21 ]     |
| Directs               | Samedi 12 mai 2018 (21h10-23h20)     | 4 488 000                 | 21,2 %           | 2e                                    | [ 22 ]     |

Légende :
- Plus hauts chiffres d'audience
- Plus bas chiffres d'audience

| Légende : Saison 7 |

### The Voice, la suite
| Jour et horaire de diffusion           | Audience moyenne          | Audience moyenne | Classement des audiences | Références |
| Jour et horaire de diffusion           | Nombre de téléspectateurs | PDM              | Classement des audiences | Références |
| -------------------------------------- | ------------------------- | ---------------- | ------------------------ | ---------- |
| Samedi 27 janvier 2018 (23:40 - 00:35) | 1 940 000                 | 19,2 %           | 1er                      |            |
| Samedi 3 février 2018 (23:40 - 00:30)  | 1 885 000                 | 18,5 %           | 1er                      |            |
| Samedi 10 février 2018 (23:40 - 00:30) | 1 785 000                 | 17,8 %           | 1er                      | [ 23 ]     |
| Samedi 17 février 2018 (23:30 - 00:20) | 1 600 000                 | 16,0 %           | 1er                      | [ 24 ]     |
| Samedi 24 février 2018 (23:25 - 00:20) | 1 710 000                 | 16,6 %           | 1er                      | [ 25 ]     |
| Samedi 3 mars 2018 (23:25 - 00:20)     | 1 650 000                 | 15,7%            | 2e                       | [ 26 ]     |
| Samedi 10 mars 2018 (23:35 - 00:25)    | 1 810 000                 | 17,9%            | 1er                      | [ 27 ]     |
| Samedi 17 mars 2018 (23:25 - 00:45)    | 1 220 000                 | 14,5%            | 2e                       | [ 28 ]     |
| Samedi 24 mars 2018 (23:25 - 00:25)    | 1 040 000                 | 14,2%            | 2e                       | [ 29 ]     |
| Samedi 31 mars 2018 (23:40 - 00:55)    | 1 000 000                 | 12,6%            | 2e                       | [ 30 ]     |
| Samedi 7 avril 2018 (23:30 - 00:45)    | 1 460 000                 | 16,6%            | 2e                       | [ 31 ]     |
| Samedi 14 avril 2018 (23:30 - 00:45)   | 905 000                   | 11,8%            | 2e                       | [ 32 ]     |
| Samedi 21 avril 2018 (23:30 - 00:45)   | 1 460 000                 | 20,8%            | 1er                      | [ 33 ]     |
| Samedi 28 avril 2018 (23:30 - 00:45)   | 1 950 000                 | 20,8%            | 1er                      | [ 34 ]     |
| Samedi 5 mai 2018 (23:30 - 00:45)      | 2 090 000                 | 22%              | 1er                      | [ 35 ]     |
| Samedi 12 mai 2018 (23:30 - 00:50)     | 2 030 000                 | 16,9 %           | 2e                       | [ 36 ]     |

Légende :
- Plus hauts chiffres d'audience
- Plus bas chiffres d'audience

| Légende : Saison 7 |

## Polémique
Auditionnée le 3 février 2018, la candidate Mennel Ibtissem est d'abord attaquée par des internautes souvent issus, selon le journal Les Inrockuptibles, de la fachosphère pour avoir arboré un turban mué en voile et pour avoir chanté en partie en arabe la chanson Hallelujah de Leonard Cohen, reprise sous forme d'un chant religieux musulman (« nasheed »).
Puis la polémique enfle lorsque sont exhumés par le site Conspiracy Watch et que les médias sont nombreux à reproduire ses messages laissés sur Twitter et Facebook, au lendemain des attentats de Nice et de l'église de Saint-Étienne-du-Rouvray, parmi d'autres, des messages complotistes, depuis lors supprimés : « C'est bon c'est devenu une routine, un attentat par semaine !! Et toujours pour rester fidèle, le 'terroriste' prend avec lui ses PAPIERS d'identité. C'est vrai que quand on prépare un sale coup on n'oublie SURTOUT PAS de prendre ses papiers !! » ironise-t-elle avec le hastag #prenezNousPourDesCons ; et aussi « Les vrais terroristes c'est notre gouvernement ». Des captures d'écran, notamment relayées par l'extrême droite sur Internet, montrent qu'elle partageait sur Facebook des publications de Tariq Ramadan ou de Dieudonné,.
Rattrapée par ses anciennes publications qui lui sont « fatales »[pas clair], la jeune chanteuse de 22 ans originaire de Besançon désactive ses comptes personnels Twitter et Facebook, s'excuse, expliquant avoir écrit ces messages sous le coup de l'émotion, puis annonce finalement le 8 février avoir décidé d'abandonner la compétition ; ses prestations post audition ne sont donc pas diffusées,. Le politologue Gilles Kepel constate dans un entretien au Figaro Magazine « sa porosité à une espèce de conspirationnisme ». Il ajoute qu'elle « est d'ailleurs défendue bec et ongles par Alain Soral et attaquée violemment par Riposte laïque ».
Abdel Rahmène Azzouzi, dans une tribune publiée par Le Monde, fait le parallèle entre cette polémique et celle concernant le mannequin « voilé », Amena Khan, qui avait dû renoncer, seulement quelques jours avant la « polémique Mennel », à une campagne pour un shampoing de L'Oréal au Royaume-Uni, car elle avait affirmé en 2014 dans des tweets jugés antisémites qu’Israël était un État « terroriste » et « illégal ».
Après  l'expérience The Voice, Mennel sort un premier album. Elle se marie avec Ismaeel le 27 août. Elle annonce en novembre sa décision de vivre avec lui à Denver,.